# Nicolas Alnoudji
Nicolas Alnoudji (Garoua, 9 december 1979) is een voormalig  voetballer uit Kameroen, die speelde als middenvelder. Hij kwam onder meer uit voor Cotonsport Garoua, Çaykur Rizespor, RAEC Mons, SC Olhanense, US Créteil en Pandurii Târgu Jiu. Alnoudji beëindigde zijn loopbaan in 2012 bij Cotonsport Garoua en maakte deel uit van de nationale ploeg van Kameroen, die in 2000 de gouden medaille won bij de Olympische Zomerspelen in Sydney.

## Erelijst
Cotonsport Garoua
- Kameroens landskampioen

2004, 2011